# Thor Lunde
Thor Lunde (19 novembre 1924 – 27 novembre 2002) è stato un calciatore norvegese, di ruolo difensore.

## Carriera

### Club
Lunde giocò con le maglie di Sarpsborg e Sparta Sarpsborg.

### Nazionale
Conta una presenza per la Norvegia. Il 26 maggio 1948, infatti, fu schierato in campo nella sfida persa per 1-2 contro l'Paesi Bassi.

## Palmarès

### Club

#### Competizioni nazionali
- Coppa di Norvegia: 1

Sarpsborg: 1951